# ФК Лухан
Футболен Клуб Лухан е тим от Лухан, Буенос Айрес, Аржентина. Тимът се състезава в Премиера C Метрополитана.

## Известни играчи
- Оскар Мена

## Фенове
ФК Лухан има едни от най-темпераментните фенове в Аржентина. Въпреки факта че тимът играе в долните лиги на аржентинското първенство, те не спират да подкрепят всеки мач своите любимци. мачовете на Ел Луханерос са едни от най-посещаваните в лигата а артикули с техния герб и цветове най-продаваните. Въпреки скромните размери на стадиона, на мачове понякога има над 3500 души като това надвишава капацитета от 2500 седящи места.